# تورتیا د پاتاتاس
تورتیا د پاتاتاس (در اسپانیایی: tortilla de patatas) یا تورتیا اسپانیولا (در اسپانیایی: tortilla española) یکی از غذاهای اصیل و سنتی اسپانیایی است که به عنوان املت اسپانیایی هم شناخته میوشد، به دلیل سادگی و همچنین طعم خوشش هم در خانه‌ها و هم در بارها و رستوران‌ها به فراوانی تهیه و دمای سرو می‌گردد. تورتیای اسپانیایی را می‌توان در رستوران‌ها به عنوان پیش‌غذا یا به صورت ساندویچ سفارش داد و از غذاهای پرطرفدار برای پیک‌نیک نیز به‌شمار می‌رود.
این غذا هم به صورت گرم و هم سرد دمای سرو می‌شود و شباهت زیادی به کوکو سیب‌زمینی در آشپزی ایرانی دارد. شایان ذکر است که با وجود شباهت اسمی، این غذا با تورتیا که نوعی نان نازک مکزیکی از آرد سفید یا آرد ذرت است، ارتباطی ندارد.

## طرز تهیهٔ تورتیا د پاتاتاس
مواد اصلی تورتیا د پاتاتاس یا «تورتیای سیب‌زمینی» همچنان که از اسمش پیداست سیب‌زمینی، تخم‌مرغ و روغن زیتون هستند، اما مواد دیگری همچون پیاز، فلفل دلمه‌ای و چوریزو (نوعی سوسیس گوشت خوک) نیز ممکن است در تهیهٔ آن به کار روند.
طرز تهیهٔ آن بسته به سلیقهٔ آشپز متفاوت است، ولی به‌طور کلی به این صورت فراهم می‌شود: سیب‌زمینی‌ها را پوست کنده و خرد می‌کنند، سپس نمک زده و در روغن با حرارت زیاد سرخ می‌کنند. تخم‌مرغ‌ها را در ظرف دیگری می‌زنند و وقتی سیب‌زمینی‌ها خوب سرخ شدند، آنها را به ماهیتابهٔ سیب‌زمینی‌ها اضافه می‌کنند. وقتی یک روی مایه خوب پخته شد، آن را زیر و رو می‌کنند تا هر دوسوی تورتیا خوب پخته شود.

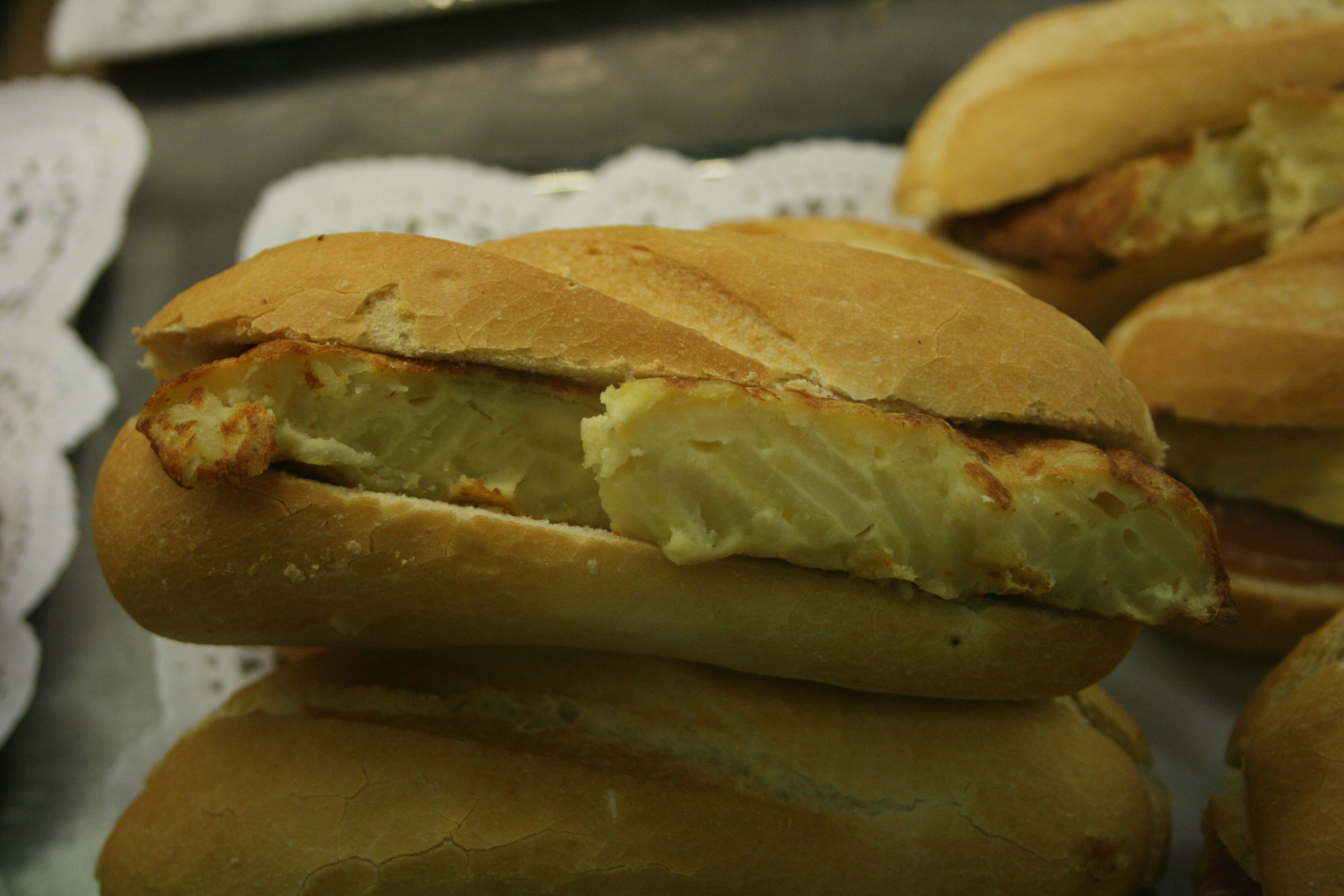
ساندویچ تورتیا د پاتاتاس